# Walter E. Dahlke
Walter Emil Dahlke (* 24. August 1910 in Berlin; † 8. Oktober 1995 in Salisbury Township, Lehigh County) war ein deutscher Elektroingenieur.

## Leben
Der Sohn von Hermann Emil Dahlke und Marie, geb. Kunert, hatte in Berlin studiert und dabei unter anderem Vorlesungen von Einstein besucht. 1936 promovierte er mit einer Arbeit über Kernschwingungsbanden des festen Kohlendioxyds. Von 1936 bis 1940 arbeitete er als Post Doc an der Universität Jena und habilitierte sich 1939.
Bis 1949 war er in Berlin Leiter des Mikrowellenlabors der Deutschen Forschungsanstalt für Luftfahrt (DVL) in Adlershof. Danach ging er nach Ulm, wo er bis 1965 Forschungsdirektor des Festkörper-Forschungsinstituts der AEG war und an Elektronenröhren forschte.
1964 begann er an der Lehigh University in Pennsylvania als Gastprofessor im Rahmen des Senior Foreign Scientist Fellowship Program der National Science Foundation und wurde 1965 Professor für Elektrotechnik. Er war Spezialist in den Bereichen Hochfrequenztechnik und Halbleiter. 1981 wurde er zum G. Whitney Snyder Professor ernannt und ging 1985 in den Ruhestand. Er lebte zuletzt in Allentown (Pennsylvania).

## Veröffentlichungen (Auswahl)
- Kernschwingungsbanden des festen Kohlendioxyds. (Berlin, Math.-naturwiss. Diss., 1936) DNB 570061768
- Über die Anregung von Hohlräumen. Deutsche Luftfahrtforschung FB 1807 (1943) ZWB.
- Messungen an Hohlraumresonatoren. In: Bericht über die Arbeitskreistagung Röhren am 27. und 28. März 1944 in Breslau.
- Intensität und Querschnittsverteilung der langweiligen Ultrarot-Strahlung (300_m63) des Quersilberhochdruckbogens. (Jena, Math.-naturwiss. Hab.-Schr., 1939) DNB 57006175X
- mit Alfred Nowak u. a.: Die Röhre im UKW-Empfänger. T. 3. Zwischenfrequenzstufen. Franzis, München 1953, DNB 454072899
- mit Sanjay Jain: Relaxation of optically induced inversion layers in metal-insulator-semiconductor tunnel diodes. In: Journal of Applied Physics, 59, 1986, S. 1264, doi:10.1063/1.336515.